# Мартини, Жан-Поль Эжид
Жан-Поль Эжид Мартини (фр. Jean Paul Égide Martini, настоящее имя Иоганн Пауль Эгидиус Шварцендорф, нем. Johann Paul Ägidius Schwarzendorf; 31 августа 1741 или 1 сентября 1741, Фрайштадт, Верхний Пфальц — 14 февраля 1816, Париж) — французский композитор немецкого происхождения.

## Биография
Иоганн Пауль Эгидиус Шварцендорф родился в 1741 году в городе Фрайштадте. Окончил семинарию иезуитов в Нойбурге-на-Дунае, затем изучал философию во Фрайбурге, однако отказался от университетского образования ради занятий музыкой. 
В 1760 году обосновался в Нанси и начал пользоваться французским написанием своего имени, используя также псевдоним Мартини-немец (итал. Martini il Tedesco). Затем перебрался в Париж, сочинял оперы и романсы, а также военные марши. 
В 1788 году получил должность при королевском дворе, отвечая за звучавшую там церковную музыку, и занимал её вплоть до революции, вынудившей его бежать в Лион. Вернувшись в Париж, в 1796—1802 гг. преподавал в Парижской консерватории. 
С реставрацией Бурбонов был восстановлен в должности придворного композитора и незадолго до смерти написал Реквием по королю Людовику XVI. Самым известным произведением Мартини остался романс «Plaisir d’amour» («Радость любви»), написанный в 1784 году на стихи Жана-Пьера Клари де Флориана.
В 1794 году театр на улице Лувуа представил произведение Констанции де Сальм «Сапфо, трагедия схватки песнопений» — лирическую трагедию в трёх действиях и в стихах на музыку Жана-Поля Эжида Мартини. Это произведение, которому предшествовало точное описание жизни Сапфо, имело большой успех и было исполнено более сотни раз, что для столицы означало грандиозный успех. 
Жан-Поль Эжид Мартини скончался в 1816 году в городе Париже.